# Anomalohalacarus acnemus
Anomalohalacarus acnemus är en kvalsterart som beskrevs av Bartsch 1985. Anomalohalacarus acnemus ingår i släktet Anomalohalacarus och familjen Halacaridae. Arten är reproducerande i Sverige. Inga underarter finns listade i Catalogue of Life.